# تصفیه (مجموعه تلویزیونی)
تصفیه مجموعه تلویزیونی درام بریتانیایی به تهیه کنندگی و نویسندگی مارک مارلو است. این مجموعه شش قسمتی از ۹ ژانویه ۲۰۱۹ در شبکه آی تی وی پخش شد. شریدن اسمیت نقش سم، یک مادر مطلقه و نظافتچی یک دفتر را بازی می‌کند که برای پرداخت بدهی‌های خود فروش سهام شرکت به صورت غیرقانونی روی می‌آورد.

## بازیگران
- شریدن اسمیت در نقش سم کوک، نظافتچی زنکو کلین
- جید آنوکا در نقش جس، دوست و همکار سم
- کریستی فیلیپس در نقش آلیس کوک، دختر ۱۵ساله سم و دیو
- داک براون در نقش بلیک، دلال بورس کرمر لو و متخصص در زمینه فروش سهام غیرقانونی
- یوریل امیل در نقش ویکتور، رئیس سم در زنکو کلین
- رابرت امس در نقش گلین، مستأجر خانه سم
- برانکا کاتیچ در نقش مینا، نظافتچی زنکو کلین
- نیل مسکل در نقش ورن، شرخر که سم به او بدهکار است
- آنیا مک کنا-بروس در نقش لیلی کوک، دختر ۸ساله سم و دیو
- متیو مک نالتی در نقش دیو کوک، شوهر سابق سم
- هیرو فاینس-تیفین در نقش جیک، دوست پسر الیس
- رزی کاوالیرو در نقش فرانسیس هوارد، مأمور حسابرسی کرمر لو
- لوید اوون در نقش دامینیک سوانسون، وکیل حقوقی که از بلیک اخاذی می‌کند
- انجلا وینتر در نقش امبر، مادر جس و صاحب یک کافه
- میلانکا بروکس در نقش دنیلا، نظافتچی زنکو کلین